# シャイム・スーティン
シャイム・スーティン（Chaïm Soutine、Chaim Soutine、Haim Sutin（ハイム・スーチン）、Chaim Sutin（カイム・スーティン）とも、1893年1月13日 - 1943年8月9日）は、ロシア生まれのフランスの画家。ロシア語での表記はハイム・ソロモノヴィチ・スーティン（Хаим Соломонович Сутин）。
おもにパリで活動し、エコール・ド・パリの画家の一人に数えられる。

## 来歴
スーティン自身が生前に出自を語らなかったことなどから、絵画を学んだリトアニアの出身と思われていたが、1893年、ロシア帝国（現ベラルーシミンスク州）のスミラヴィチでユダヤ人家庭の11人兄弟の10番目として生まれた。父は修繕屋をしていたが、村ではもっとも貧しい一家だったという。スーティンは体も弱く家の手伝いも出来ない為、兄弟たちから邪魔者扱いをされていた。そのような中で絵画に興味を持つようになったが、貧困及び宗教的戒律を理由に絵を描くことを認められなかったことから故郷を去り、1910年から3年間、リトアニアのヴィリニュスにある美術学校で学ぶ。
1913年、友人のピンクス・クレメーニュ、ミシェル・キコイーヌと共にパリに出たスーティンはしばらくエコール・デ・ボザールでフェルナン・コルモンのアトリエに通い、エミール・ベルナールに師事すると共に集合アトリエ「ラ・リューシュ（蜂の巣）」の仲間と交際するようになる。そこではマルク・シャガール、フェルナン・レジェなどが集団生活をしていたが、特にアメデオ・モディリアーニは野生児も同然だったスーティンの面倒をよく見ており、彼によるスーティンの肖像画が3点残されている。モディリアーニは、1枚も絵が売れず「汚し屋」と酷評されたスーティンを知り合いの画商の元に連れて行き、彼の絵の良さを説明して無理やり絵を買わせたという。のちにフランス人のポール・ギヨーム、ポーランド人のレオポルド・ズボロフスキーなどスーティンの絵を扱う画商は現れたが、依然彼の絵はなかなか売れず生活は相変わらず貧しかった。また、当時パリに在住していた藤田嗣治とも親交を持った。
1920年にモディリアーニが亡くなったあたりからスーティンの作風に変調が生じる。パリでの人間関係を避け、1919年から1922年にかけて滞在した南仏セレで描かれた一連の風景画は構図、タッチ共に激しく歪んでおり、精神的不安が反映されている。
そうした中1923年1月1日、バーンズ・コレクションで名高いアメリカの大コレクター、アルバート・C・バーンズがギヨームの画廊を訪れ『ケーキ職人』（1919年）を見て感動、画廊に掛かっているスーティンの全作品を3,000ドルで買上げた。バーンズは「スーティンはゴッホよりもはるかに重要な画家である」と絶賛した。
アメリカで展示されたスーティンの作品は大きな衝撃を与え、フランス国内の評価も一気に上がった。パリで最初の個展も開かれ、「巨匠」になったスーティンは絵が売れ出してからは豪邸に住み、運転手付きの生活を送ったという。
だが晩年は再び貧困に陥り、1933年以降は殆ど創作しなくなった。1940年にフランスにドイツが侵攻した後、ユダヤ人であるスーティンはゲシュタポから逃れる為、フランス中部の村々を転々とした。その過酷な暮らしの中で持病の胃潰瘍を悪化させ、1943年に穿孔性潰瘍のためパリで手術を受けた直後に没した。墓はパリのモンパルナス墓地の西北域にある。

## 作風
風景、人物、静物などさまざまな題材を描いたが、どの作品も激しくゆがめられた形態、荒々しく大胆なタッチ、幾重にも塗りこまれた不思議な色遣いが特徴である。人物画では、コックやボーイなどの名もなき使用人たちの絵を好んで描いた。また、静物画では動物の死骸を好んで描いた。
成城大学文芸学部の千足伸行は「ユダヤ人ということも関係しているんだろうけども、屈折した思いを対象の中に反映させていく叫びの芸術であろう。自分の中に不安とか、自分は未完成であるとか、常に内面に抱えて描いていたのではないか。人物画では労働者階級への思い入れも見える。経済的条件が良くなっても、常にアウトサイダーであり続けた。不器用であるが、自分に忠実で信念を曲げない。そういう意味では最も純粋な画家といっていいだろう」と評している。また、どの作品にも貧困と差別にあえぐ中での激しい心情と焦燥感や苦悩が投影されている、とも評される。
- ニシンとタマネギのある静物画 (c.1917)
- 自画像 (1918)
- 人物と風景 (1918/1919)
- "Les Platanes à Céret"(c.1920)

## エピソード
有名画家となったスーティンは、やがて自分が描いた作品の幾つかをコレクターや美術館から取り戻すようになり、その晩のうちに絵を引き裂いてしまったという。また同書には晩年は再び極貧に陥り、靴を一足しか持っていなかったスーティンの姿が描かれている。
深水黎一郎氏の『エコール・ド・パリ殺人事件』（講談社）の中では、作中人物が著したという美術書が引用されるが、そこでスーティンは、エコール・ド・パリの「呪われた画家たち」を体現する存在として描かれている。

## 代表作
- カーテンの側の自画像（1917年）
- ケーキ職人（1919年）
- 肉屋（1919-1920年）
- 奉公人（1922年）
- ドアボーイ（1925年）
- マドレーヌ・カステンの肖像（1928年、メトロポリタン美術館）
- 丸太の上の二人の子供（1942-1943年）